# Glaube an mich
Glaube an mich ist der erste in Österreich nach Kriegsende 1945 gedrehte Spielfilm. Unter der Regie von Géza von Cziffra spielen Marte Harell und Ewald Balser die Hauptrollen.

## Handlung
Professor Franz Wiesinger hat mit seiner Sprachschülerin Irene von Weyden eine Verlobte, die um einiges jünger ist als er. Der etwa 50-jährige Mann, der diese Frau heiraten möchte, hat Zweifel, ob sie ihm wirklich treu ist. Daher kommt er auf die Idee, sie während ihres Erholungsurlaubs in einem Wintersporthotel in den Bergen (am Arlberg in Tirol) auf die Probe zu stellen. Er entsendet seinen Neffen dorthin, der ihr Verhalten genau beobachten und ihm anschließend Meldung machen soll. Irene aber riecht den Braten und beginnt nun mit dem Neffen zu flirten. Franz soll für seinen mangelnden Glauben an sie zahlen! Aus dem frechen Spaß wird bald Ernst, denn tatsächlich verliebt sich die junge Frau in einen weiteren Mann, einen Hotelgast namens Hans Baumann, den niemand auf der Rechnung hat und der mit ihr erst die Skipiste herabsausen und sie anschließend heimführen wird. Der Professor hat das Nachsehen und muss auf seine Verlobte schweren Herzens verzichten.

## Produktionsnotizen
Die Dreharbeiten – Atelieraufnahmen in Wien-Sievering Außenaufnahmen ab dem Januar 1946 in Zürs am Arlberg – fanden zwar vor denen von Der weite Weg, der als erster österreichische Nachkriegsfilm gilt, statt, Glaube an mich wurde aber danach, am 15. November 1946, uraufgeführt. Deutschland-Premiere war am 5. April 1947 in Konstanz.
Carl Hofer übernahm die Produktionsleitung. Gustav Abel entwarf die Filmbauten.
Die 22-jährige Senta Wengraf gab hier ihr Filmdebüt.

„Anläßlich der Wiederaufnahme der österreichischen Filmproduktion fand, veranstaltet von der Gesellschaft der Filmfreunde Österreichs, im Wiener Rathaus ein Presseempfang statt. In seiner Ansprache hob Dr. Matejka die Bedeutung hervor, die dem filmischen Schaffen seit jeher bei uns in künstlerischer, wirtschaftlicher und propagandistischer Wirkung zukommt, und forderte alle an der Filmproduktion Beteiligten auf‚ ihr Bestes zu geben‚ damit der österreichische Film wieder jene Geltung erringe, die er einst in der Welt besaß. […] Dr. Matejka schloß seine Ausführungen mit den Worten: ‚Der Titel des ersten Films der Cziffra-Produktion Glaube an mich möge uns alle leiten, daß wir den Glauben an die Zukunft des österreichischen Films, den Glauben an die Zukunft Österreichs hochhalten.‘“

## Kritiken
In der Zeit hieß es: „Man hatte von diesem vielbeschäftigten Filmschriftsteller annehmen können, daß bisheriger Zwang und Unfreiheit seine Produktion hemmten. Nun aber kann man sehen, wie er in der neuen Freiheit aus dem Vollen schafft, aus dem Schnee ... In Berlin, so hört man, hat das Publikum bei der Aufführung dieses österreichischen – wie sagt man doch in der Landessprache? – „Schmarrens“ nicht mitgemacht. Es ging in hellen Scharen weg und störte die Vorstellung. (…) Man fühlt einiges Bedauern für einen bedeutenden geistvollen Schauspieler wie Ewald Balser, daß er imstande ist, mitzumachen in einem so farblosen, vorgestrigen, eisgefrorenen Rührkitsch, der keine Plattitude meidet und alle geistigen Kosten scheut.“
Auch die österreichische Arbeiterzeitung stieß 1946 bei der Uraufführung ins selbe Horn und konstatierte, dass diese läppische Geschichte es einem schwer mache, an „eine Wiedergeburt österreichischer Filmkunst“ zu glauben. Und auch der Wiener Kurier zeigte sich sehr enttäuscht. Dort hieß es „Es ist nicht das winterliche Milieu allein schuld, das einen die ganze Geschichte ziemlich kalt läßt … Auch die Darsteller konnten nichts mehr retten. (…) Sie alle geben ihr Bestes, aber, da jede Voraussetzung fehlt, leider umsonst“.
Die Welt am Abend urteilte über den Film ähnlich. Dort hieß es: „Was wir von ihm erhofften hat sich leider nicht erfüllt. Auch dieser Film ist ganz und gar nicht dazu angetan, dem österreichischen Filmwesen zu irgendeiner … internationalen Bedeutung zu verhelfen. Wir wissen, mit welchen Schwierigkeiten die Herstellung dieses Werkes verbunden war, doch wir wissen auch, dass viele Mängel nicht mit zeitbedingten Kalamitäten zu entschuldigen sind: die stellenweise sehr dürftige Handlung, und schleppende Inszenierung … die Fehlbesetzung der Hauptrolle: Marte Harell in Ehren … ein junges Mädel ist sie aber nicht … ein Dialog, der an den Haaren herbeigezogen ist.“
Der Filmdienst urteilte: „Österreichische Verwechslungskomödie auf eher bescheidenem Niveau.“